# John Franklin-Myers
John Franklin-Myers (Los Ángeles, California, 26 de septiembre de 1996) es un jugador profesional estadounidense de fútbol americano que se desempeña en la posición de defensive end en Denver Broncos, equipo de la National Football League (NFL).

## Carrera
Fue seleccionado en la cuarta ronda en la Reunión Anual de Selección de Jugadores de la NFL de 2018. Hizo su debut profesional con el equipo Los Angeles Rams, en el cual jugó una temporada (2018-2019), después pasó a New York Jets (2020-2024), posteriormente a Denver Broncos.